# Te dejo Madrid
Te dejo Madrid è un brano musicale pop rock registrato dalla cantante colombiana Shakira nel 2001 ed estratto come singolo dall'album  Laundry Service in diversi Paesi europei. La canzone è un'eloquente dichiarazione d'amore alla capitale spagnola, Madrid, da cui la cantante deve inspiegabilmente separarsi. Il brano non riscosse il successo dei precedenti singoli nell'ambiente latino-americano e si limitò ad occupare la posizione 45 della U.S. Billboard Hot Latin Songs.

## Video musicale
Il video musicale è indegnamente noto per la denuncia che il torero spagnolo Julián López Escobar (detto El Juli) mosse contro Shakira a causa del non autorizzato utilizzo di materiale contenente le sue performance in una corrida.